# Oud-Drimmelen
Oud-Drimmelen est un hameau situé dans la commune néerlandaise de Drimmelen, dans la province du Brabant-Septentrional. Le 1er janvier 2007, le village comptait environ 20 habitants, pour 9 maisons.